# Entombed A.D.
Entombed A.D. est un groupe de death metal suédois, originaire de Stockholm. Il est formé en janvier 2014 d'un schisme au sein d'Entombed, et compte dans ses rangs leur chanteur historique Lars-Göran Petrov.

## Biographie

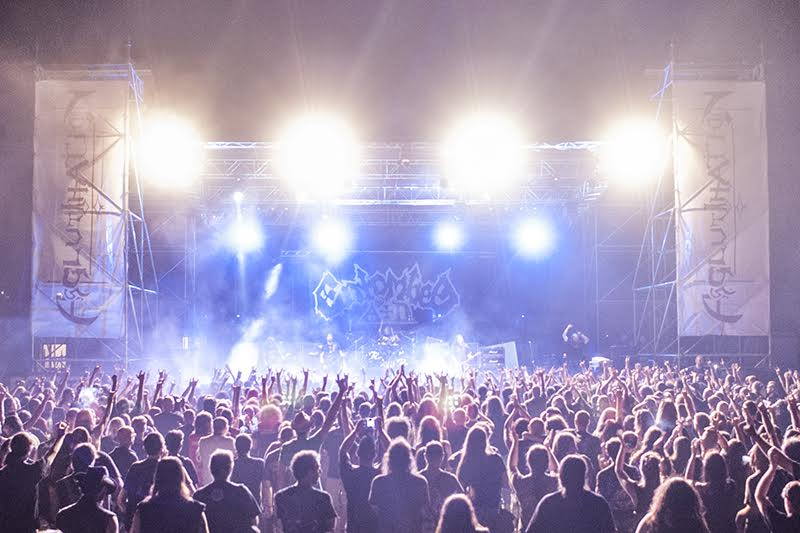
Entombed A.D. au Agglutination Metal Festival 2014.

En 2013, le guitariste et membre fondateur d'Entombed Alex Hellid ne participe plus aux tournée du groupe et laisse Lars-Gorän Petrov et les trois autres musiciens du groupe enregistrer seuls un album intitulé Back to the Front. La sortie de l'album, annoncée initialement pour l'automne 2013, est repoussée et, en janvier 2014, Petrov annonce qu'il sortira cet album sous le nouveau nom de groupe Entombed A.D. pour éviter un conflit avec son ancien guitariste.
De son côté, Hellid s'associe avec deux membres fondateurs d'Entombed, Ulf « Uffe » Cederlund et Nicke Andersson, en conservant le nom original du groupe. Back to the Front atteint la 5e place des classements finlandais, la 53e place des classements allemands, les 139e et 146e places des classements belges,, et la 40e place des Billboard Top Heatseekers.
Le groupe fait la promotion de l'album en participant aux éditions 2014 du Party.San, du Bloodstock Open Air et du Motocultor Festival et en tournant en Europe avec Grave à l'automne. En 2015 ils tournent en Amérique du Sud, participent au Neurotic Deathfest et prennent part à la tournée américaine Metal Alliance Tour (avec, entre autres, Deicide et Hate Eternal).
En février 2016 sort le deuxième album, Dead Dawn. Le groupe tourne intensivement en ce début d'année, d'abord en Europe avec Behemoth et Abbath, puis aux États-Unis en ouverture d'Amon Amarth. Il atteint notamment 29e place des classements finlandais. Durant l'été 2016, le groupe doit se produire dans plusieurs festivals (Hellfest, Wacken Open Air, Summer Breeze Open Air, Motocultor) avant une tournée européenne en tête d'affiche programmée à l'automne en compagnie de Voivod.
Lars-Göran Petrov est décédé le 07 mars 2021 des suites d'un cancer des voies biliaires.

## Membres
- Lars-Göran Petrov – chant (2014 - 2021)
- Olle Dahlstedt – batterie (depuis 2014)
- Nico Elgstrand – guitare (depuis 2014)
- Victor Brandt – basse (depuis 2014)

## Discographie
- 2014 : Back to the Front
- 2016 : Dead Dawn
- 2019 : Bowels of Earth